# Vojska Srbije in Črne gore
Vojska Srbije in Črne gore (izvirno srbsko Војска Србије и Црне Горе; kratica: VSČG) je bil naziv za oborožene sile državne skupnosti Srbije in Črne gore. Razvila se je iz Vojske Jugoslavije leta 2003 ter bila z razpadom države leta 2006 razdeljena na Vojsko Srbije in Vojsko Črne gore.